# Молодая Ирландия
«Молодая Ирландия» (ирл. Éire Óg) — политическое, культурное и общественное движение ирландской буржуазной интеллигенции середины XIX века. Первоначально образовалась внутри основанной в 1830 году Ассоциации отзыва (организации, выступавшей за отзыв (отмену) Акта об унии Великобритании и Ирландии). С 1842 года сплотилась вокруг журнала «Нейшен» («Nation») и приобрела характер самостоятельной организации.

## История
Деятельность организации оказала существенное влияние на развитие ирландского национализма, включая неудавшееся восстание, известное как Восстание молодых ирландцев 1848 года. Многие лидеры восстания были осуждены за подстрекательство к мятежу и приговорены к тюремному заключению на Земле Ван-Димена. С момента своего зарождения в конце 1840-х годов «Молодая Ирландия» росла и вдохновляла следующие поколения ирландских националистов. Некоторые из членов движения основали Ирландское республиканское братство.
Название «Молодая Ирландия» изначально использовалось пренебрежительно для описания группы молодых членов Ассоциации отзыва, которые были связаны с газетой The Nation. В то время Ассоциация рипилеров проводила кампанию за отмену Акта унии 1800 года между королевствами Великобритании и Ирландии. Термин был впервые введён в употребление «английской» прессой, а затем использован лидером движения Дэниелом О’Коннеллом.
«Молодая Ирландия» происходит от общества Нового исторического колледжа, основанного 29 марта 1839 года на собрании в палатах Фрэнсиса Кирни в 27-м колледже Дублина. Среди членов этого нового общества были Чарльз Гаван Даффи, Джейн Уайлд, Маргарет Каллан, Джон Митчел, Томас Мигер, Уильям Смит О’Брайен, Джон Блейк Диллон, Томас Макневин, Уильям Элиот Хадсон и Томас Дэвис, который был избран президентом общества в 1840 году. Ещё учась в Тринити-колледже, Дэвис обратился к Дублинскому историческому обществу и прочитал две лекции. (Доступные в Национальной библиотеке Ирландии лекции ясно показывают, что к этому периоду Дэвис стал убеждённым ирландским националистом).
В начале 1847 года радикальные представители «Молодой Ирландии» образовали Ирландскую конфедерацию, возглавившую левое крыло национально-освободительного движения и организовавшую многочисленные выступления против британских властей. После их подавления в 1848 году «Молодая Ирландия» прекратила своё существование.

## Галерея

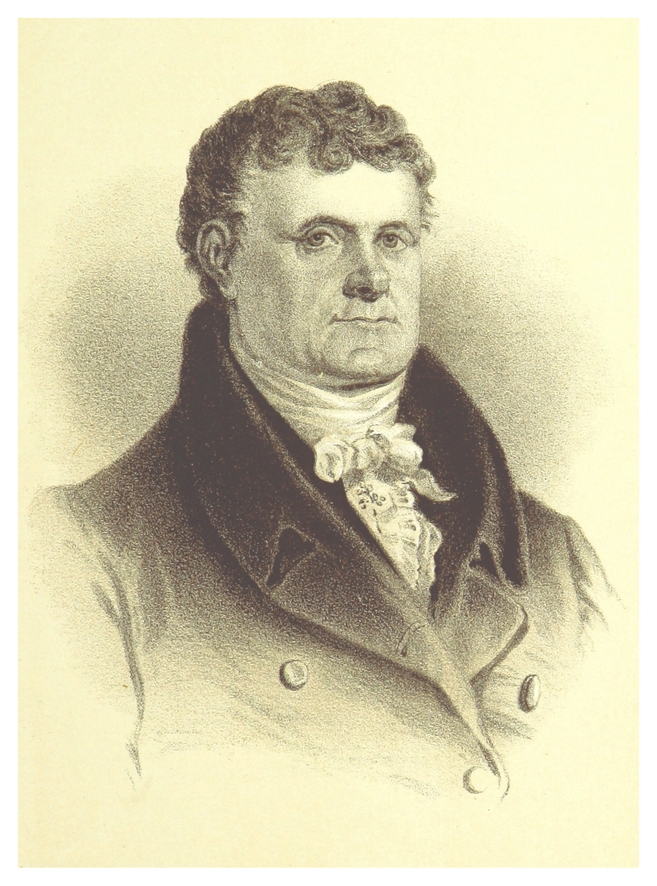
Даниел О’Коннелл
- Джон Митчел
Томас Дэвис
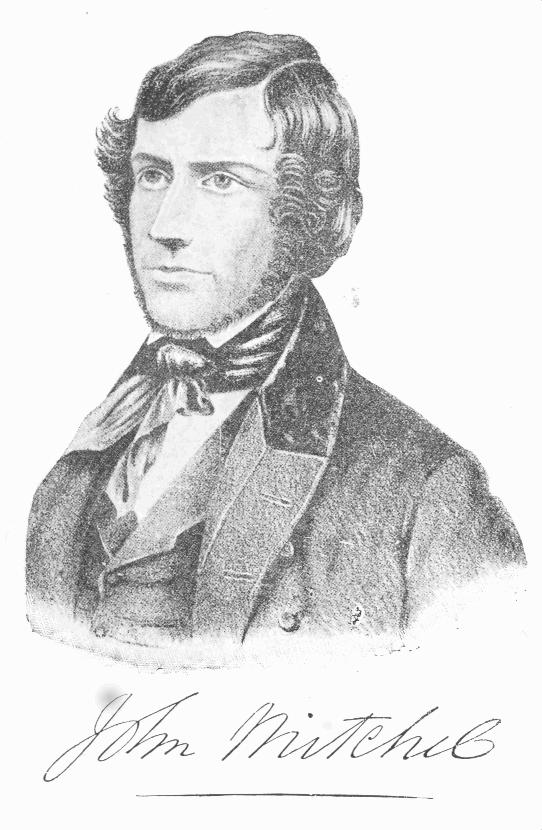
Джон Митчел
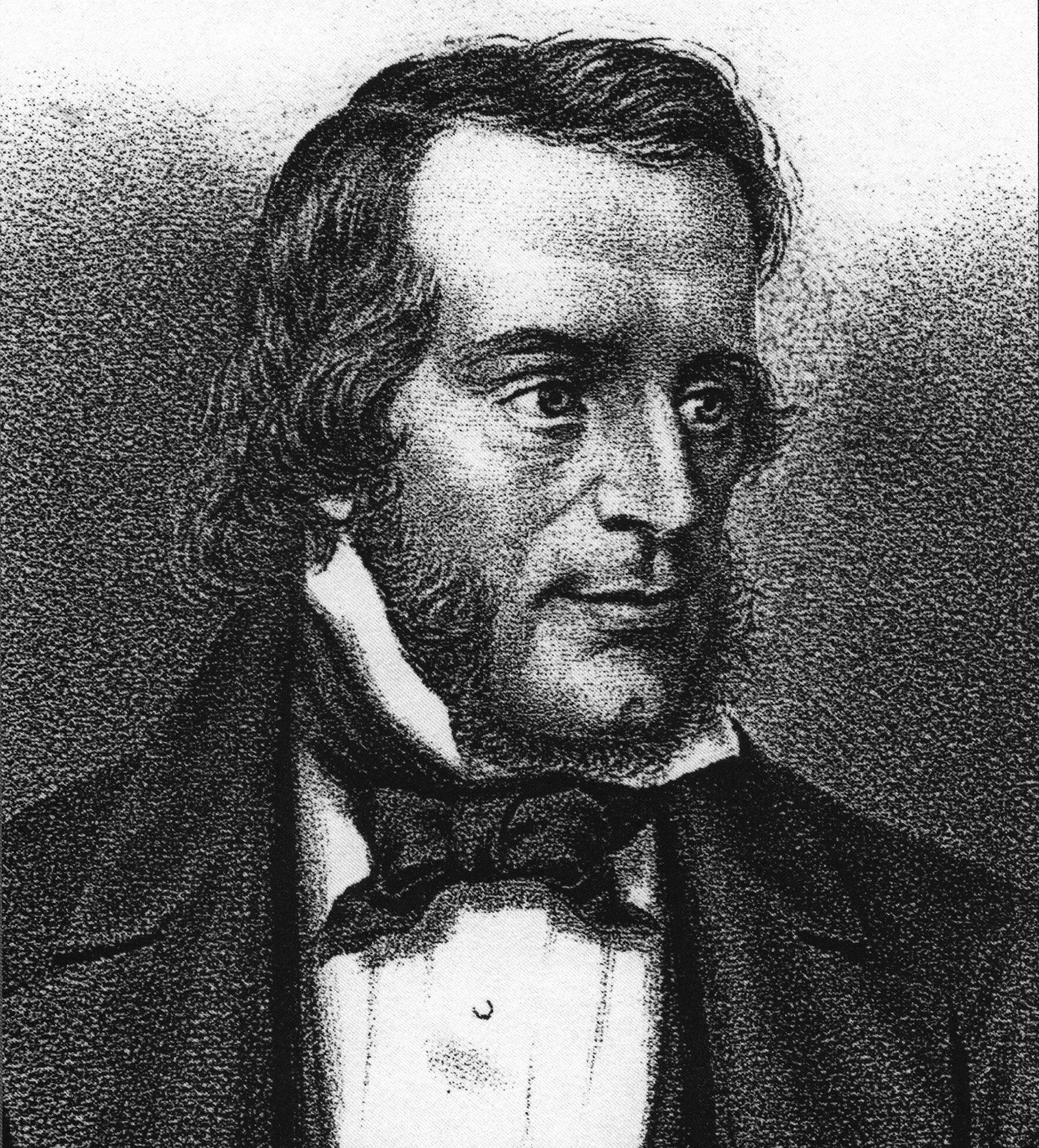
Томас Дэвис
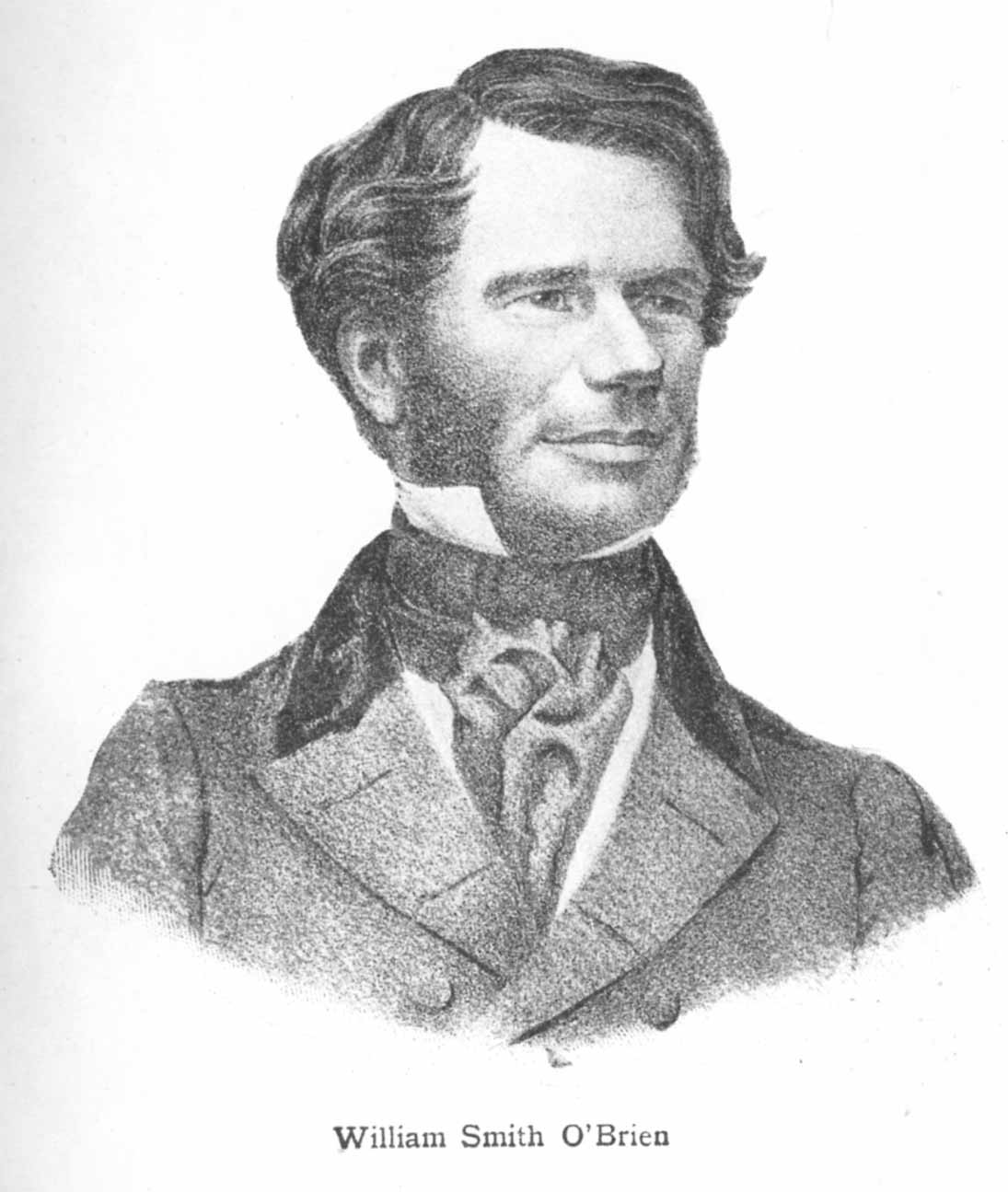
Уильям Смит О’Брайен